# Episodi di House of Lies (prima stagione)
La prima stagione della serie televisiva House of Lies è stata trasmessa sulla rete via cavo statunitense Showtime dall'8 gennaio al 25 marzo 2012.
In Italia, la stagione è andata in onda sul canale satellitare Sky Atlantic dal 15 maggio al 20 maggio 2016.
| nº | Titolo originale                        | Titolo italiano              | Prima TV USA     | Prima TV Italia |
| -- | --------------------------------------- | ---------------------------- | ---------------- | --------------- |
| 1  | Gods of Dangerous Financial Instruments | Gli dei della finanza sporca | 8 gennaio 2012   | 15 maggio 2016  |
| 2  | Amsterdam                               | Amsterdam                    | 15 gennaio 2012  | 15 maggio 2016  |
| 3  | Microphallus                            | Micropenia                   | 22 gennaio 2012  | 16 maggio 2016  |
| 4  | Mini-Mogul                              | Piccolo manager              | 29 gennaio 2012  | 16 maggio 2016  |
| 5  | Utah                                    | Trasferta nello Utah         | 5 febbraio 2012  | 17 maggio 2016  |
| 6  | Our Descent Into Los Angeles            | Ritorno a Los Angeles        | 12 febbraio 2012 | 17 maggio 2016  |
| 7  | Bareback Town                           | Senza precauzioni            | 19 febbraio 2012 | 18 maggio 2016  |
| 8  | Veritas                                 | Assunzioni                   | 26 febbraio 2012 | 18 maggio 2016  |
| 9  | Ouroboros                               | Uroboro                      | 4 marzo 2012     | 19 maggio 2016  |
| 10 | Prologue and Aftermath                  | La Chiesa                    | 11 marzo 2012    | 19 maggio 2016  |
| 11 | Business                                | Solo affari                  | 18 marzo 2012    | 20 maggio 2016  |
| 12 | The Mayan Apocalypse                    | L'apocalisse dei Maya        | 25 marzo 2012    | 20 maggio 2016  |